# 2022-es Formula–E Róma nagydíj
A 2022-es Formula–E Róma nagydíj két futamból állt. Eme két verseny volt a Formula–E bajnokság negyedik, illetve ötödik futama, amit 2022. április 9-én, illetve 10-én rendeztek.

## Első futam
Az első futam első körében Oliver Rowland kicsúszott, és több riválisát is akadályozó tömegbalesetet idézett elő, bár legtöbbjük autója megúszta komolyabb sérülések nélkül. Egy másik kanyarban Max Günther nekiment a gumifalnak, így a Nissan német pilótája kénytelen volt feladni a versenyt. Ezután kihívták a biztonsági autót.
Miután a biztonsági autót visszahívták, a második helyen versenyző Robin Frijns megelőzte Stoffel Vandoorne-t, s ezzel átvette a vezetést. Eközben Mitch Evans látványosan feljött a 9. helyről, átvéve a vezetést az Envision hollandjától. Végül a Jaguar ausztrálját intette le a kockás zászló.

## Második futam
A rajtnál Jean-Eric Vergne jól kapta el a rajtot, így a francia versenyző megtarthatta az első helyet.
A hetedik körben Edoardo Mortara és Antonio Felix DaCosta látványos viadalán izgulhattak a nézők, azonban Mortara a gumifalnak ütközött. Ugyanebben a körben Antonio Giovinazzi autója motorhibával félreállt, így az olasz versenyző hazai versenyét kénytelen volt feladni. Mivel két jármű is a pályán vesztegelt, kihívták a biztonsági autót.
Miután a biztonsági autó elhagyta a pályát, az akkor második helyen autózó Mitch Evans átvette a vezetést Vergne-től, azonban Robin Frijns nekilendült és az ötödik helyről átvette a vezetést, de nem sokáig tarthatta meg pozícióját, mert Andre Lotterer, a Porsche versenyzője is felhasználta a támadó módot és átvette a hollandtól a vezetést.
A biztonsági autó ismét kijött, mert Alexander Sims lesodródott a pályáról, de nem töltött sok időt a mezőny előtt. Ekkor Mitch Evans volt az egyetlen, aki nem használta támadó módját, ezért újraindításakor élt vele, és megelőzte az akkor második helyen autózó Robin Frijnst, majd később átvette a vezetést Lotteretől.
A biztonsági autós fázisok miatt 5 perces hosszabbítást kapott a verseny, azonban a hosszabbításban harmadszor is kijött a biztonsági autó, mivel Nick Cassidy nekicsapódott a gumifalnak. Az újraindításkor Evans és Vergne látványos csatát vívtak, de a francia nem tudta megelőzni az ausztrált, és így a második futamot is Mitch Evans nyerte.
A második futam eredményeivel Vergne átvette a pontbajnokságban a vezetést.